# Pastorale (Eiximenis)

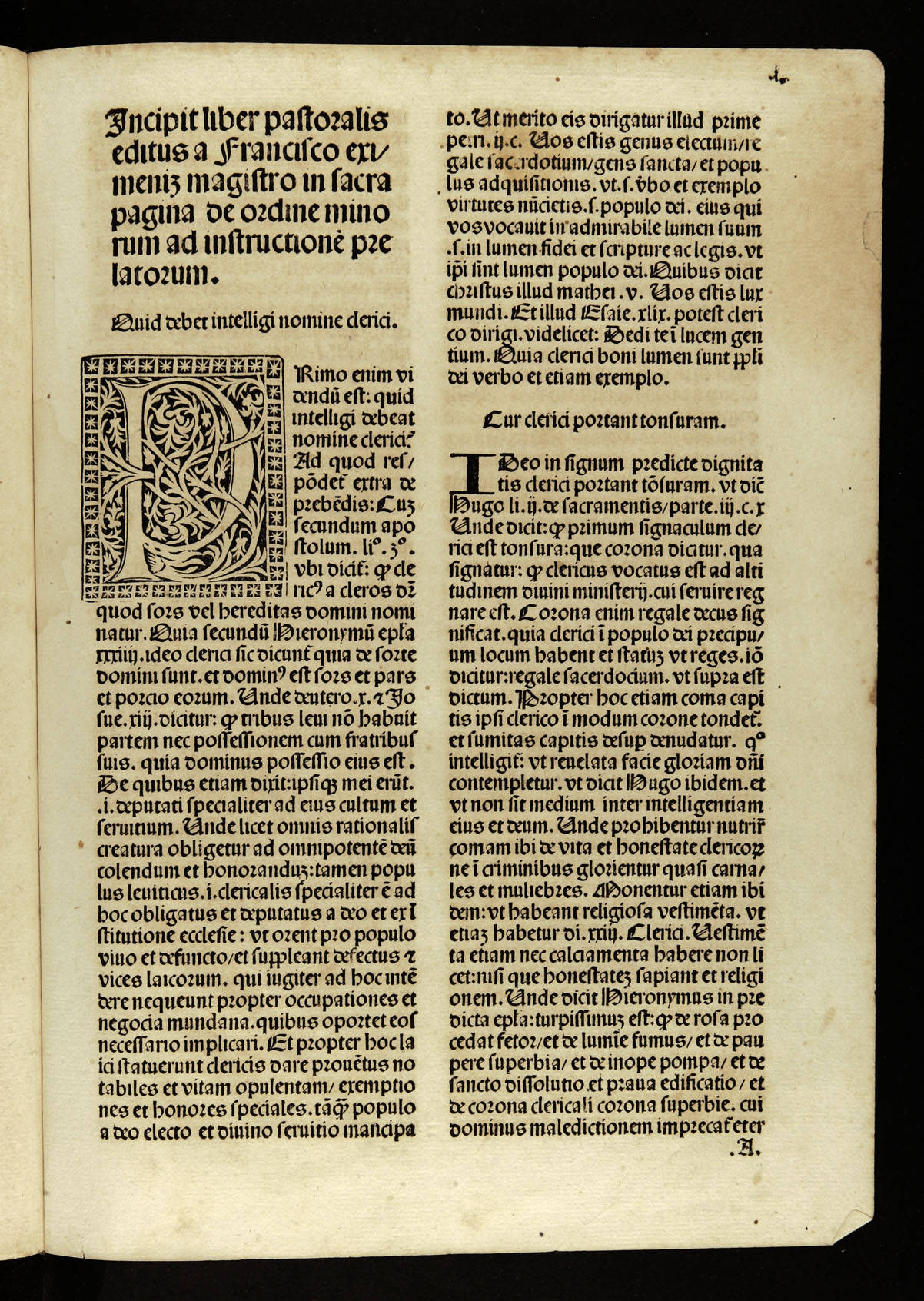
Inicio de la edición incunable del Pastorale de Francesc Eiximenis impresa en Barcelona por Pere Posa el 5 de diciembre de 1495

El Pastorale (Pastoral) es una obra literaria escrita por Francesc Eiximenis en Valencia en latín entre 1397 y 1400. Fue dedicada al obispo de Valencia Hug de Llupià.

## Origen
El Pastorale fue escrito para el obispo de Valencia, Hug de Llupià i Bages a instancias de Miquel de Miracle, rector de Penáguila, como dice el prólogo del libro. Posiblemente fue escrito con motivo de su toma de posesión del obispado de Valencia el 1397 o 1398. O quizás, más probablemente, con motivo de su llegada a Valencia el 9 de agosto de 1400.

## Estructura y contenido
La obra consta de ciento sesenta y siete capítulos, divididos en cuatro partes, y trata principalmente de los deberes y las obligaciones de los obispos, si bien al principio habla del estamento eclesiástico en general. 
Quizás sería equivalente al Onzè (Undécimo) de Lo Crestià, que no escribió, donde tenía previsto tratar del estamento eclesiástico. No obstante, si consideramos que el sacerdocio es también un sacramento, en el Desè (Décimo) de Lo Crestià tenía la intención, así mismo, de tratar de los sacramentos.
Este libro sigue el modelo del clásico Regula Pastoralis (regla pastoral) de San Gregorio el Grande, que es un manual para la vida de los obispos y sacerdotes.

## Ediciones
Existe una edición incunable impresa en Barcelona por Pere Posa el 5 de diciembre de 1495. No obstante, recientemente se ha hecho una edición crítica y traducción al catalán en forma de tesis doctoral. Pero esta tesis no ha estado editada, y solo está disponible en línea. 
Así pues, desgraciadamente, no disponemos aún de una edición actual de esta obra. No obstante, Curt Wittlin transcribió cinco capítulos (desde parte del 36 hasta el 40) en un interesante artículo que analiza el disimulado antimonarquismo y antioligarquismo eiximeniano.

## Ediciones digitales

### Incunables
- Edición en la Memòria Digital de Catalunya de la edición incunable impresa en Barcelona por Pere Posa el 5 de diciembre de 1495.

### Ediciones modernas
- Edición en Tesis doctorales en Red de la edición crítica y la traducción al catalán hecha por Montserrat Martínez Checa (Francesc Eiximenis. Pastorale. Edició i traducció. Barcelona. UAB. 1995. LXXXVII+[VIII+450] (Edición y traducción)+12 (Anexo)). Tesis doctoral de Montserrat Martínez Checa dirigida por José Martínez Gázquez y leída en la Universidad Autónoma de Barcelona en 1995.

### ElPastoraledentro las obras completason line
- Obras completas de Francesc Eiximenis (en catalán y en latín) Archivado el 2 de abril de 2012 en Wayback Machine..